# Néocréationnisme
Le néocréationnisme est un mouvement pseudo-scientifique dont le but est de restaurer le créationnisme en le présentant sous une forme plus susceptible d'être bien accueillie par le public, les autorités politiques, le corps enseignant et la communauté scientifique. Son ambition est de redéfinir les sciences sociales et le débat sur l'origine de la vie en employant des termes qui ne font désormais plus référence aux textes sacrés.

## Description
Une des principales revendications du mouvement est que la science orthodoxe et ostensiblement objective est fondée sur le naturalisme philosophique et est, de ce fait, une position idéologique athée en totale contradiction et opposition avec la religion.
Ses défenseurs prétendent que la méthode scientifique exclut un certain nombre d'explications de phénomènes, et la possibilité de toute intuition religieuse qui contribuerait à la compréhension de l'Univers.
Aux États-Unis, le mouvement est né en réaction à un décret de 1987 indiquant que le créationnisme est un concept religieux et que l'enseigner enfreint le premier amendement de la Constitution.
Un sondage mené fin 2007 par le journal des sociétés de biologie américaines (FASEBJ) affirme que 61 % des Américains sont d'accord avec le concept d'évolution. 29 % des sondés estiment que la vie a été créée sous sa forme actuelle.
Toujours en 2005, plusieurs familles de Pennsylvanie portent plainte contre un conseil scolaire qui avait décidé que l'on présente l’Intelligent Design. Le tribunal fédéral de Harrisburg (Pennsylvanie) leur donne raison dans un arrêt du 20 décembre 2005 rendu par le juge John Jones, estimant l'enseignement du « dessein intelligent » inconstitutionnel, parce qu'il se base sur des convictions religieuses et non sur des preuves scientifiques.
En 2007-2008, l'Académie nationale américaine de médecine (NAM, ex-Institute of Medicine (IoM)) et l'Académie nationale des sciences américaine (United States National Academy of Sciences, NAS) s'opposent fermement au créationnisme dans un livre intitulé Science, evolution and creationism.
La portée officielle du créationnisme est aujourd'hui limitée. Plus aucun État américain n'a inscrit dans son programme l'enseignement à parité du créationnisme et de l'évolution, mais les écoles privées jouissent encore d'une liberté à ce sujet[réf. nécessaire].
Le néocréationnisme français est confiné dans le cadre trouble et confus de l'Université interdisciplinaire de Paris (1995).

## Prétentions scientifiques
Le néocréationnisme comprend un large éventail d'arguments dont la plupart sont présentés comme des théories scientifiques. Parmi ceux-ci il y en a peu qui sont ouvertement religieuses, cependant la majorité fait des références religieuses à peine voilées. Le mouvement néocréationniste le plus répandu aux États-Unis est connu sous le nom d’Intelligent Design (dessein intelligent). Cependant, selon le dictionnaire sceptique ce « créationnisme scientifique est une pseudo-science, car il ne partage aucune des caractéristiques essentielles de la théorisation scientifique. Il représente une théorie qui demeurera pour toujours inchangée et qui n'engendrera aucune discussion parmi les scientifiques au sujet des mécanismes fondamentaux de l'univers. C'est une théorie qui n'a produit aucune prédiction empirique qui pourrait être utilisée comme test. Elle est prétendue être irréfutable, car elle suppose, a priori, qu'il n'existe aucun fait pouvant la falsifier ».
Se différenciant des créationnistes traditionnels, les néo-créationnistes ne font pas une lecture littéraliste de la Bible (création du monde en six jours il y a 6 000 ans). Leur démarche se focalise sur une critique négative soutenue de la philosophie de la science (naturalisme philosophique), et ils affichent une hostilité ouverte au darwinisme.
Les néocréationnistes argumentent souvent que la science naturaliste est une entreprise athée qui est la cause de nombreux maux dans la société ou du désenchantement du monde.
Comme certains penseurs de la philosophie postmoderne, les néocréationnistes tendent à rejeter les traditions issues de l'Âge des lumières sur lequel l'épistémologie scientifique moderne a été fondée.